# 范德沃根 (新墨西哥州)
范德沃根（英語：Vanderwagen）是位於美國新墨西哥州麥金萊縣的普查規定居民點。

## 人口
根據2020年美國人口普查的數據，范德沃根的面積為5.18平方千米，當中陸地面積為5.16平方千米，而水域面積為0.02平方千米。當地共有人口48人，而人口密度為每平方千米9.27人。